# Tamiki Wakaki
Tamiki Wakaki (Ikeda, 9 maggio 1972) è un fumettista e sceneggiatore giapponese, laureatosi all'università di Kyoto e noto per aver creato l'opera The World God Only Knows (神のみぞ知るセカイ?, Kami nomi zo shiru sekai).

## Opere

### Manga
- The World God Only Knows (神のみぞ知るセカイ?, Kami nomi zo shiru sekai) (numero 18 del 2008 - numero 21 del 2014, Weekly Shōnen Sunday)
- Holy Crystal Albatross (聖結晶アルバトロス?, Seikesshō Arubatorosu) (numeri 1-51 del 2006, Weekly Shōnen Sunday)

### One-shot
- First Touch (ファースト タッチ?, Fāsuto Tacchi) (gennaio 2000, Weekly Shōnen Sunday Tokubetsu Zōkan R)
- Captain Sweetheart (キャプテン スイートハート?, Kyaputen Suītohāto) (marzo 2001, Weekly Shōnen Sunday Chō)
- Coming to Japan! Brazil-kun (来日! ブラジルくん?, Rainichi! Burajirukun) (febbraio 2002, Weekly Shōnen Sunday Chō)
- Galaxy-style Trial Teacher (銀河式お試し教師?, Gingashiki otameshi kyōshi) (ottobre 2002, Weekly Shōnen Sunday Chō)
- Information Thief Group Albatross (情報盗団アルバトロス?, Jōhōtōdan Arubatorosu) (febbraio 2004, Weekly Shōnen Sunday Chō)
- The Scarlet Gem Phantom Thief Albatross (緋石の怪盗アルバトロス?, Hiseki no kaitō Arubatorosu) (numero 27 del 2004, Weekly Shōnen Sunday)
- Mister Sister Gorilla (ミスターシスターゴリラー?, Misutā Shisutā Gorirā) (numero della Golden Week 2007, Weekly Shōnen Sunday Chō)
- Koishite!? Kami-sama!! (恋して!? 神様!!?, Koishite!? Kami-sama!!) (numero 32 del 2007, Weekly Shōnen Sunday)

### Collaborazioni
- Design di 16 costumi per Dead or Alive 5 Last Round[1]